# ハローズーマー
ハローズーマー (Hello! Zoomer) とは、タカラトミー社の犬型ロボットである。足の先端に車輪を取り付けており、ダイナミックな動きや自由に動く丸い足首が特徴とされる。
タカラトミーの登録商標であり、同社の「OMNIBOT」シリーズの第1弾としてハローミップと共に発表された。

## 概要
日本おもちゃ大賞2014で共遊玩具部門大賞、トイ・オブ・ザ・イヤー2014で最優秀イノベーション部門を受賞しており、ファミリー層をメインターゲットとしていたが、シニア層のペット代替ロボとして好評となった。
音声認識機能を搭載しており、15以上の英語と30以上の日本語を認識して様々な動作を行うことができる。ダルメシアンをモチーフとしており、1万種以上の柄が用意されている。